# Roseau River (vattendrag i Dominica)
Roseau River är ett vattendrag i Dominica.   Det ligger i parishen Saint George, i den södra delen av landet.